# PLOS Biology
«PLOS Biology» — научный журнал, выходящий на английском языке в США и охватывающий весь спектр биологических дисциплин. Начал издаваться 13 октября 2003 года. Стал первым журналом «Публичной научной библиотеки» (Public Library of Science, PLOS) — некоммерческой организации, распространяющей научные знания на условиях открытого доступа.
Всё содержание «PLOS Biology» публикуется на условиях лицензии Creative Commons "by-attribution". Для осуществления финансирования бизнес-модель журнала требует, в большинстве случаев, оплату авторами публикаций.
В дополнение к исследовательским статьям, «PLOS Biology» публикует on-line электронные письма, в которых читатели представляют свои комментарии на статьи.